# Diagram spaghetti
Diagram spaghetti, także wykres spaghetti – jedno z narzędzi metodologii lean (stosowane we wstępnej fazie) pozwalające na obserwację ruchu produktu (lub usługi), zgodną z geograficznym rozmieszczeniem stanowisk w miejscu pracy.
Powstaje on poprzez naniesienie na plan zakładu ścieżek wyznaczonych przez ruch produktu, w kolejnych fazach produkcji. Najlepiej gdy przepływ ten zostanie prześledzony fizycznie przez zespół, który stworzy diagram oraz gdy diagram zostanie sporządzony w znanej skali. Pozwoli to na zgodne z rzeczywistością przedstawienie ruchu wyrobu po terenie zakładu, a także na dokonanie obliczeń pokonywanych odległości. Poniżej przedstawiony jest najprostszy diagram spaghetti.

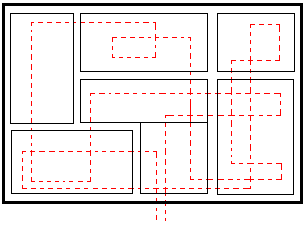
Rys. 1 Najprostszy diagram spaghetti

Prostokąt pogrubiony symbolizuje teren zakładu, mniejsze prostokąty – poszczególne wydziały, natomiast czerwona linia symbolizuje ruch produktu od wejścia surowca do wyrobu gotowego opuszczającego zakład. Zależnie od pożądanej dokładności można przedstawić wydziały, grupy maszyn lub pojedyncze stanowiska, przez które przechodzi wyrób.
Podstawowym celem sporządzania diagramów spaghetti jest wykrycie strat, które ponosi przedsiębiorstwo przy danym rozlokowaniu wydziałów i stanowisk w zakładzie. Wskazuje zatem straty wynikające z niepotrzebnie wydłużanych ścieżek transportowych i zbędnych ruchów.

## Przykładowe wykresy spaghetti
W przypadku, gdy produkt jest tworzony z kilku surowców, diagram spaghetti może przybrać następującą postać:

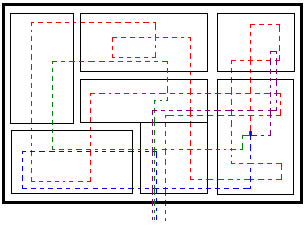
Rys. 2 Produkt powstaje z kilku komponentów, które na pewnym etapie produkcji są montowane w całość.

Kolory zielony, fioletowy i niebieski symbolizują ruch komponentów, natomiast czerwony wędrówkę półfabrykatu.
Gdy zakład produkuje kilka wyrobów z większej liczby surowców, diagram może wyglądać tak:

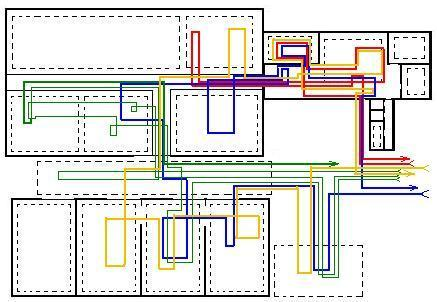
Rys. 3 Nałożenie ścieżek przebiegu wielu produktów.

Tu poszczególne kolory oznaczają oddzielne produkty, a liczba linii w danym kolorze oznacza liczbę komponentów.
Naniesienie ścieżek wielu produktów na jeden wykres może powodować jego zaciemnienie i nieczytelność (podobnie, gdy produkt jest bardzo złożony). Należy wówczas rozważyć rozdzielenie różnych produktów lub poszczególnych faz produkcji na oddzielne diagramy.
Zatem diagram możemy stosować do obserwacji ruchu produktów, półfabrykatów, a także pojedynczych części składowych.

## Zastosowanie diagramu spaghetti
- obserwacja ruchu produktu
- obliczenie rzeczywistych długości ścieżek (w ujęciu przedmiotowym lub czasowym)
- obliczenie prędkości przepływu produktu
- poszukiwanie marnotrawstwa

## Zalety diagramu spaghetti
- proste i efektywne narzędzie
- szybki i tani w stosowaniu
- łatwy w zrozumieniu (naturalne dążenie do skracania ścieżek)
- bezpośrednie wskazanie obszarów powstawania nieefektywności
- intuicyjność stosowania
- ułatwia zrozumienie przyczyn nieefektywności
- stanowi wstęp do dalszych działań związanych z poprawą przepływów w zakładzie